# Sulejówek
Sulejówek – miasto w województwie mazowieckim, w powiecie mińskim. Sulejówek należy do aglomeracji warszawskiej.
Według danych GUS z 1 stycznia 2024 r. miasto liczyło 21 428 mieszkańców, będąc 25. najludniejszym miastem w województwie.

## Części miasta
| SIMC    | Nazwa            | Rodzaj       |
| ------- | ---------------- | ------------ |
| 1065846 | Cechówka         | część miasta |
| 0921674 | Długa Szlachecka | część miasta |
| 0921680 | Miłosna          | część miasta |
| 0921697 | Ratajewo         | część miasta |
| 0921705 | Szkopówka        | część miasta |
| 0921711 | Żurawka          | część miasta |

## Dane ogólne
Miasto zajmuje powierzchnię 1931 ha, w tym:
- ok. 500 ha – zabudowa mieszkaniowa
- ok. 650 ha – użytki rolne, przekształcane na tereny mieszkaniowo-usługowe
- ok. 620 ha – lasy
- ok. 180 ha – inne tereny, tj. nieużytki, drogi

Według danych GUS z 31 grudnia 2021 roku, miasto liczyło 21 253 mieszkańców.
Budżet miasta w 2022 roku wynosił 148 629 618 zł.

## Miasta partnerskie
- Viimsi[7] – od 2004 r.
- Bourg-la-Reine[8] – od 2006 r.
- Yalvaç[9] – od 2008 r.
- Podbrzezie[10] – od 2017 r.

## Demografia
Dane z 31 grudnia 2021 roku
| Opis                              | Ogółem  | Ogółem  | Kobiety | Kobiety | Mężczyźni | Mężczyźni |
| --------------------------------- | ------- | ------- | ------- | ------- | --------- | --------- |
| Jednostka                         | osób    | %       | osób    | %       | osób      | %         |
| Populacja                         | 21 253  | 100     | 11 094  | 52,3    | 10 159    | 47,7      |
| Gęstość zaludnienia [mieszk./km²] | 1 110,3 | 1 110,3 | 575,4   | 575,4   | 524,9     | 524,9     |

- Piramida wieku mieszkańców Sulejówka w 2014 roku[11]

## Położenie

Gmina miejska Sulejówek na tle powiatu mińskiego

Miasto jest oddalone w linii prostej o ok. 17 km od centrum Warszawy w kierunku wschodnim. Od zachodu graniczy z dzielnicą Warszawy – Wesołą, od północy graniczy z Zielonką, od wschodu z Gminą Halinów, od południa z Gminą Wiązowna. Sulejówek znajduje się na pograniczu Równiny Wołomińskiej i Wysoczyzny Kałuszyńskiej.

## Historia

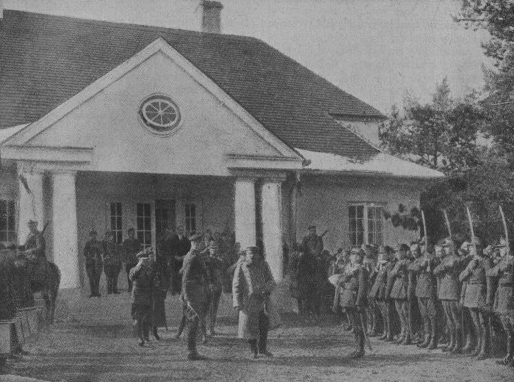
Dworek Piłsudskiego, 1925 r. (oryginalny podpis pod zdjęciem: Imieniny Marszałka w 1925 roku... Do Sulejówka w ten czas przybyły delegacje wojskowe i strzeleckie z hołdem dla umiłowanego Komendanta)

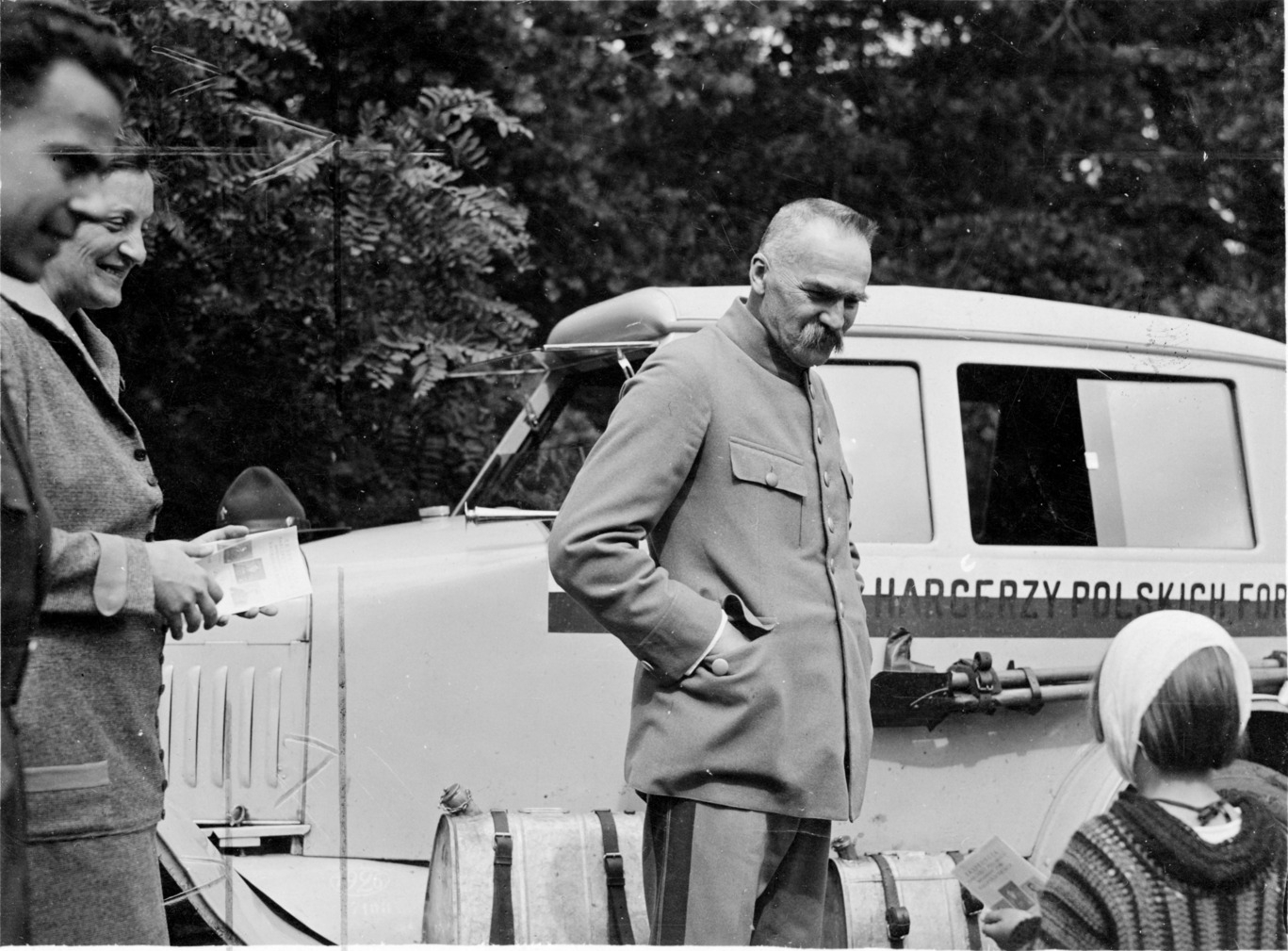
Marszałek Polski z żoną w Sulejówku w 1926

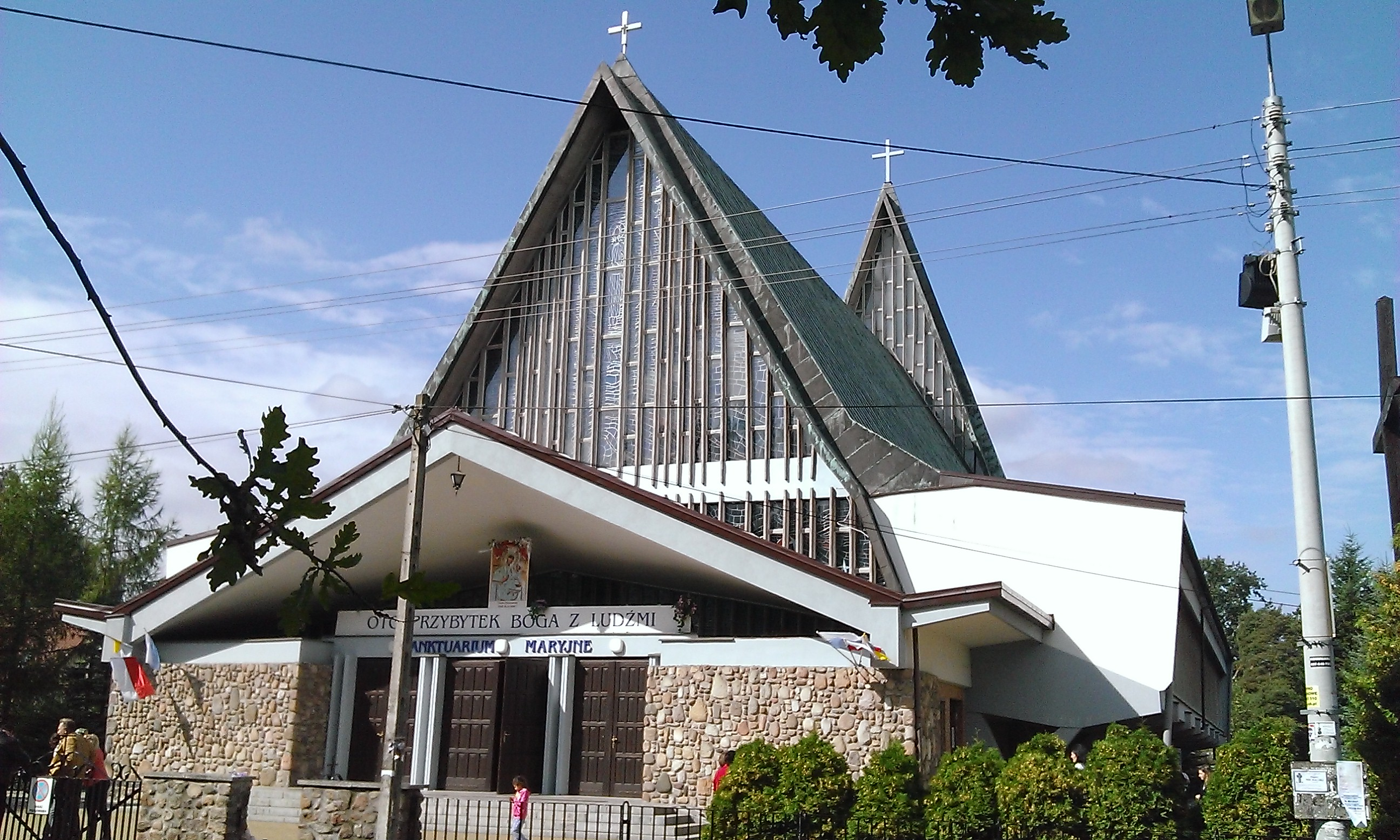
Kościół parafialny pw. NMP Matki Kościoła

Pierwsze wzmianki o Sulejówku pochodzą z 1526 roku. W aktach wcielonych do Korony ziem mazowieckich była wzmianka o wsi szlacheckiej Sulewo. Istniało w niej kilka chat i karczma. Wieś szlachecka Sulewo położona była w 1580 roku w powiecie warszawskim ziemi warszawskiej województwa mazowieckiego. W 1815 roku wieś Sulewo liczyła 57 mieszkańców. W 1866 roku uruchomiona została linia kolejowa. W ciągu kilku lat wokół stacji Miłosna powstało osiedle pracowników kolei, cegielnia oraz cechownia drewniana, od której pochodzi przyszła nazwa tej okolicy – „Cechówka”. W 1877 Sulejówek wchodził w skład dóbr Okuniew, należących w II połowie XIX wieku do rodziny Lortschów. W 1897 roku Sulejówek wraz z innymi folwarkami Okuniew, Michałów, Zabraniec, Kaleń, Wola Grzybowska należał do Ludwiki z Lortschów Romiszewskiej (żony gen. Modesta Romiszewskiego), K. Szekarazina, Janiny Lortsch (później żony znanego cyklisty Mieczysława Horodyńskiego) i Adolfa Lortscha. W 1897 nowym właścicielem tych dóbr, w tym Sulejówka, zostaje generał Konstanty Szekarazin. W 1910 roku został uruchomiony kolejny przystanek kolejowy – Sulejówek, dla potrzeb wojskowych i dla coraz liczniej przybywających letników.
W grudniu 1919 roku Ignacy i Helena Paderewscy zakupili od rodziny Białobrzeskich willę „Białynia”, w której założyli Instytut Oświatowy, wsparty finansowo przez Józefa Piłsudskiego, późniejsze Ognisko „Helin”. W 1920 roku uruchomiona została pierwsza szkoła w Cechówce. W latach 1923–1926 w dworku powstałym z darów społeczeństwa oraz Komitetu Żołnierza Polskiego mieszkał Józef Piłsudski. W latach 30. XX w. Instytut Oświatowy rozbudowano wg projektu architekta Stefana Szyllera (m.in. dobudowano kaplicę Chrystusa Króla). W okresie II wojny światowej w budynkach instytutu mieściło się centrum hitlerowskiego wywiadu na Front Wschodni. Obecnie obiekty są bazą szkoleniową Ośrodka Rozwoju Edukacji (dawniej – Centralnego Ośrodka Doskonalenia Nauczycieli).
1 kwietnia 1939 roku Sulejówek uzyskał status samodzielnej gminy Sulejówek.
Podczas kampanii wrześniowej, 15 września 1939 roku, w odwecie za zabicie żołnierza Wehrmachtu (prawdopodobnie oficera), Niemcy dokonali pacyfikacji Cechówki, mordując około 100 osób (w tym 58 mieszkańców miejscowości). Ciała większości ofiar zostały spalone w podpalonych zabudowaniach, pozostałe pochowano na miejscowym cmentarzu w Miłośnie.
27 września 1939 roku gen. dyw. Tadeusz Kutrzeba parafował w Szkole Podstawowej nr 1 (obecnie Miejskie Przedszkole nr 1) przy ul. Paderewskiego 47 warunki kapitulacji Warszawy. Grupa młodzieży z gminy uczestniczyła w powstaniu warszawskim. 31 lipca 1944 roku do Sulejówka wkroczyli żołnierze 8. Gwardyjskiego Korpusu Pancernego 2. Armii Pancernej nacierającego na Warszawę od strony Dęblina przez Parysów i Pogorzel koło Mińska Mazowieckiego.
1 lipca 1952 roku Sulejówek stał się dzielnicą w nowym powiecie miejsko-uzdrowiskowym Otwock, a w 1958 roku został osiedlem miejskim w powiecie otwockim. 18 lipca 1962 roku osiedle Sulejówek otrzymało prawa miejskie. Po reformie administracyjnej kraju w 1975 roku, miasto znalazło się w województwie stołecznym warszawskim, a 1 stycznia 1999 roku w województwie mazowieckim (powiat miński). Od 1 stycznia do 27 października 2002 roku miasto wchodziło w skład powiatu warszawskiego, a po jego zlikwidowaniu zostało przyłączone z powrotem do powiatu mińskiego.
W 2000 roku przyjęto nowe symbole miasta – flagę, godło, herb, sztandar, pieczęć i hejnał. W tym roku dworek „Milusin” zwrócono Fundacji Oświatowej Rodziny Marszałka Józefa Piłsudskiego – Milusin.

## Zabytki

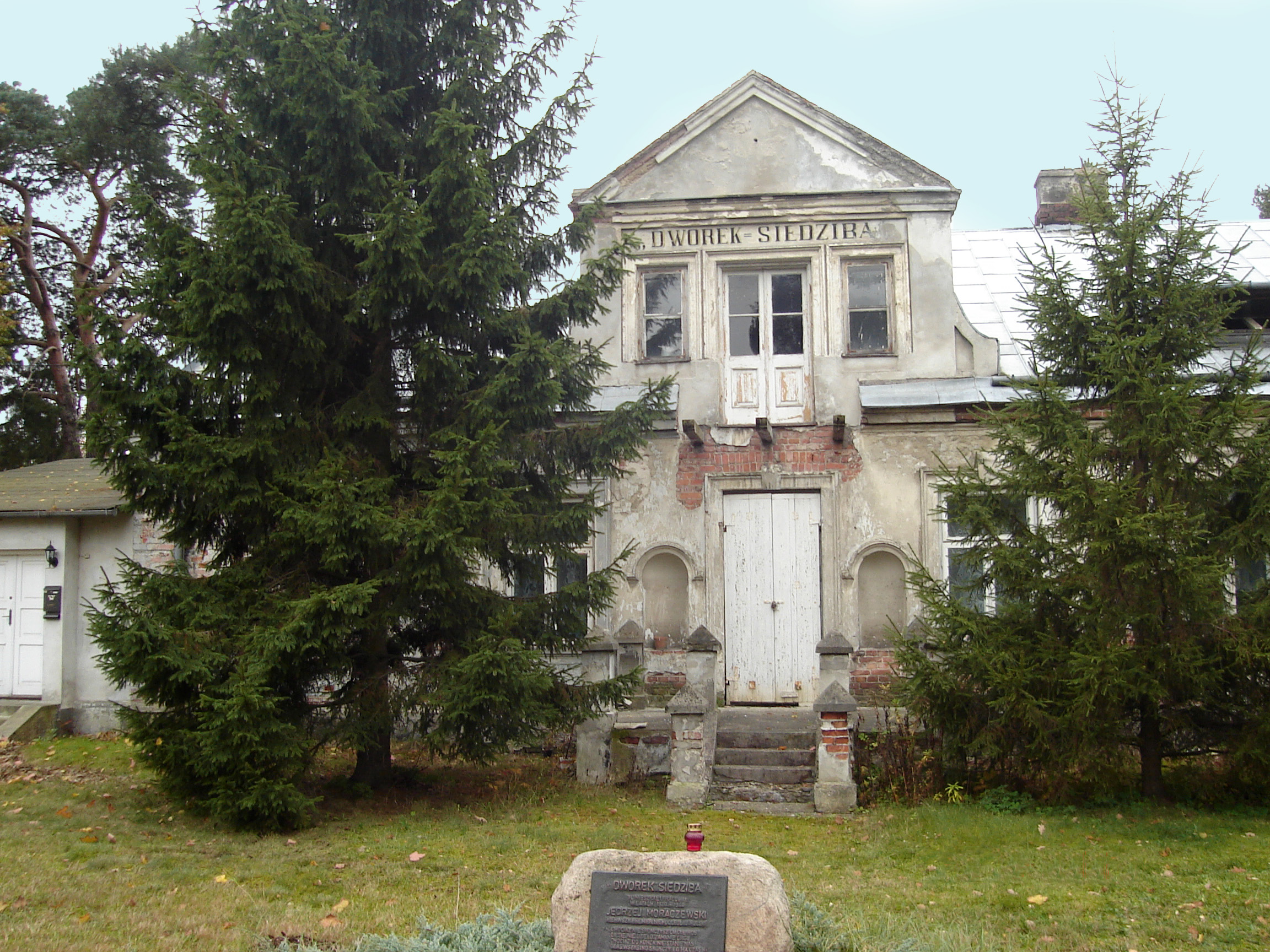
Dworek „Siedziba” w Sulejówku, miejsce zamieszkania Moraczewskiego

W mieście znajdują się dwa zabytki wpisane do rejestru decyzją konserwatora:
- Zespół willowy przy ulicy Oleandrów 5, wpisany do rejestru zabytków pod nr 1348 w 1988 roku, w skład którego wchodzą:
  - willa „Milusin” zbudowana dla Józefa Piłsudskiego w 1923 roku w stylu dworkowym wg projektu Kazimierza Skórewicza,
  - willa „Otradno” tzw. „Drewniak”,
  - willa „Bzów”
- Dworek „Siedziba” zbudowany w 1911 roku, zamieszkiwany przez Zofię i Jędrzeja Moraczewskich, wpisany do rejestru zabytków pod nr 1299 w 1987 roku, znajdujący się przy ulicy 11 Listopada.

## Transport

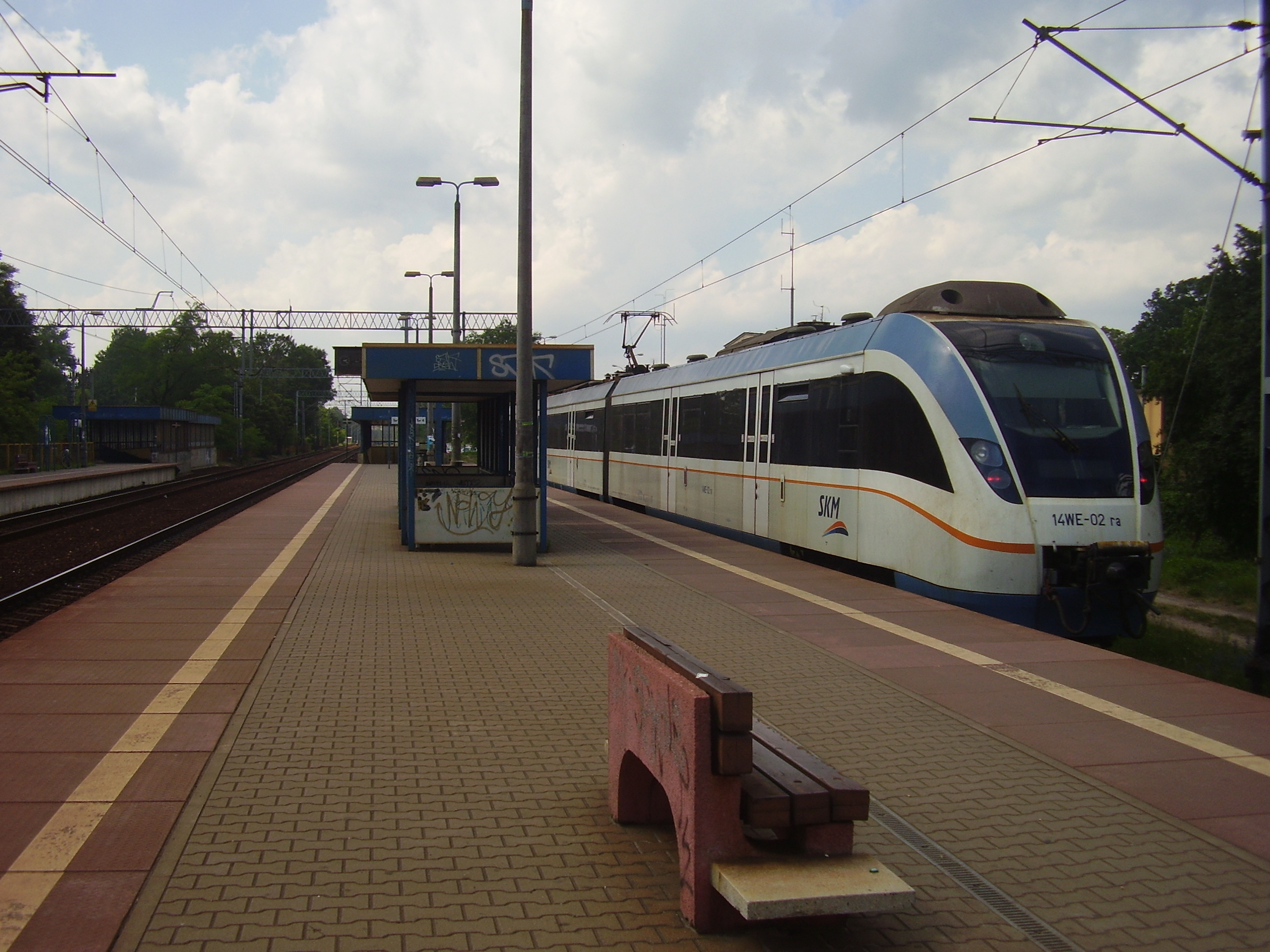
Sulejówek Miłosna

Sulejówek położony jest na trasie linii kolejowej E 20 Moskwa – Berlin. Przez miasto przebiega droga wojewódzka nr 637 Warszawa – Węgrów, droga wojewódzka nr 638 Warszawa – Sulejówek, a także droga krajowa nr 92 Świecko – Terespol.
Z Warszawy do Sulejówka można się dostać pociągami Kolei Mazowieckich linii R2 oraz Szybkiej Kolei Miejskiej linii S2. Poza tym kursują linie 173 (na krańcu zachodnim) i 704 (na krańcu południowym) obsługiwane przez ZTM. Transport wewnątrz granic miasta oraz z okolicznymi gminami podwarszawskimi zapewniają linie prywatne, obsługiwane przez lokalnych przewoźników.

## Ochrona zdrowia
W Sulejówku działają 2 przychodnie miejskie, 3 niepubliczne, pogotowie ratunkowe, a także 7 aptek. W 2010 roku oddano do użytku nowy budynek Przychodni Miejskiej nr 1, która wcześniej mieściła się w zabytkowym budynku przy ulicy Paderewskiego 94 (willa „Bzów”).

## Oświata
Szkoły podstawowe:

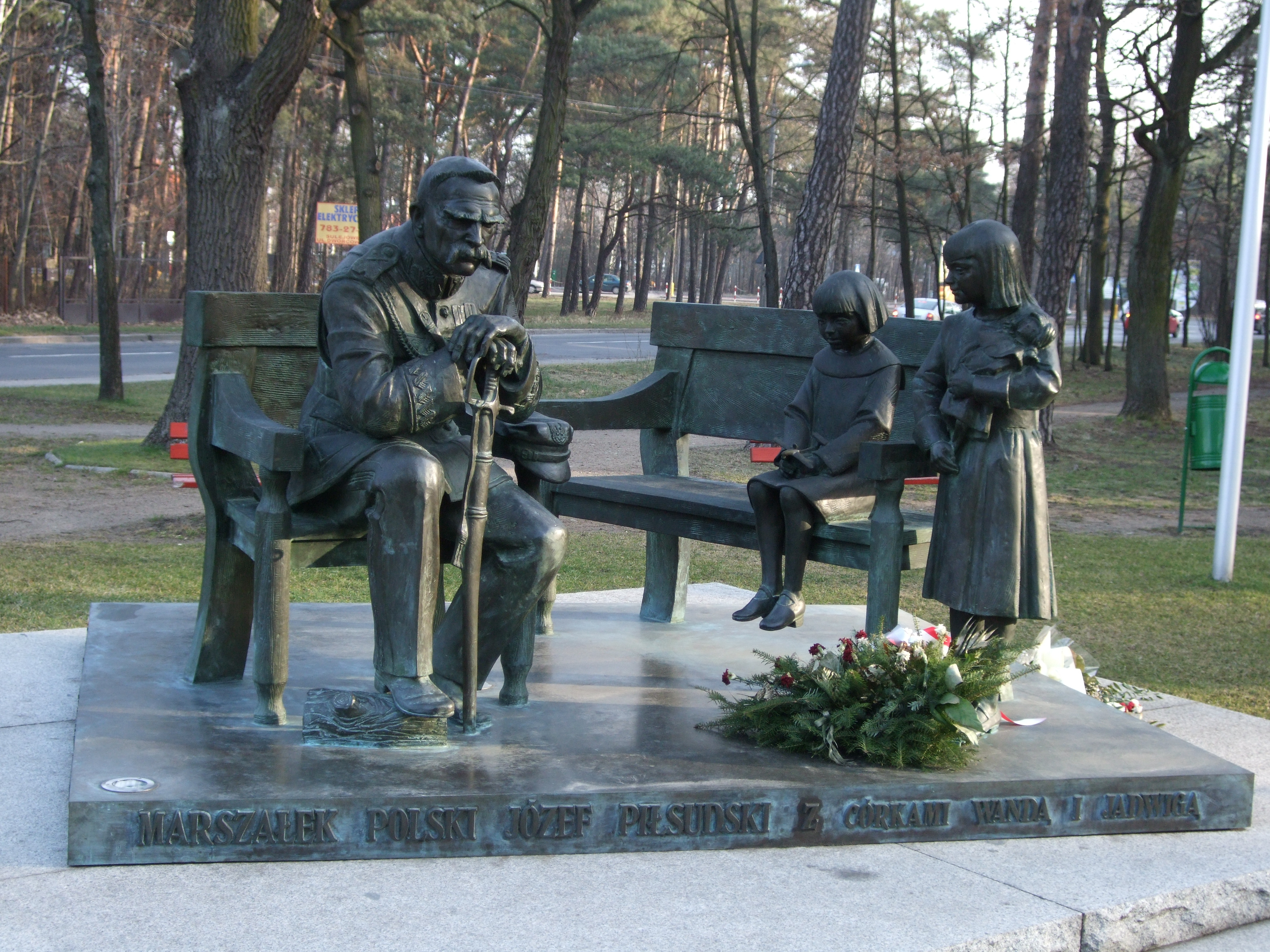
Pomnik Piłsudskiego z córkami

- Szkoła Podstawowa nr 1 im. Pierwszego Marszałka Polski Józefa Piłsudskiego
- Szkoła Podstawowa nr 2 im. Stefana Czarnieckiego z oddziałami integracyjnymi
- Szkoła Podstawowa nr 3 im. Józefa Piłsudskiego w Sulejówku-Miłośnie
- Szkoła Podstawowa nr 4 im. Janusza Korczaka w Sulejówku-Miłośnie
- Prywatna Szkoła Podstawowa im. Zofii i Jędrzeja Moraczewskich
- Prywatna Szkoła Podstawowa im. Rodziny Moraczewskich

Szkoły ponadpodstawowe:
- Zespół Szkół Ponadpodstawowych im. Ignacego Paderewskiego

Inne:
- Miejskie Przedszkole nr 1
- Miejskie Przedszkole nr 2 w Sulejówku-Miłośnie
- Prywatna Szkoła Muzyczna I i II stopnia im. Ignacego Jana Paderewskiego
- Społeczna Szkoła Specjalna „Otwartych Serc” w Sulejówku-Miłośnie

## Religia

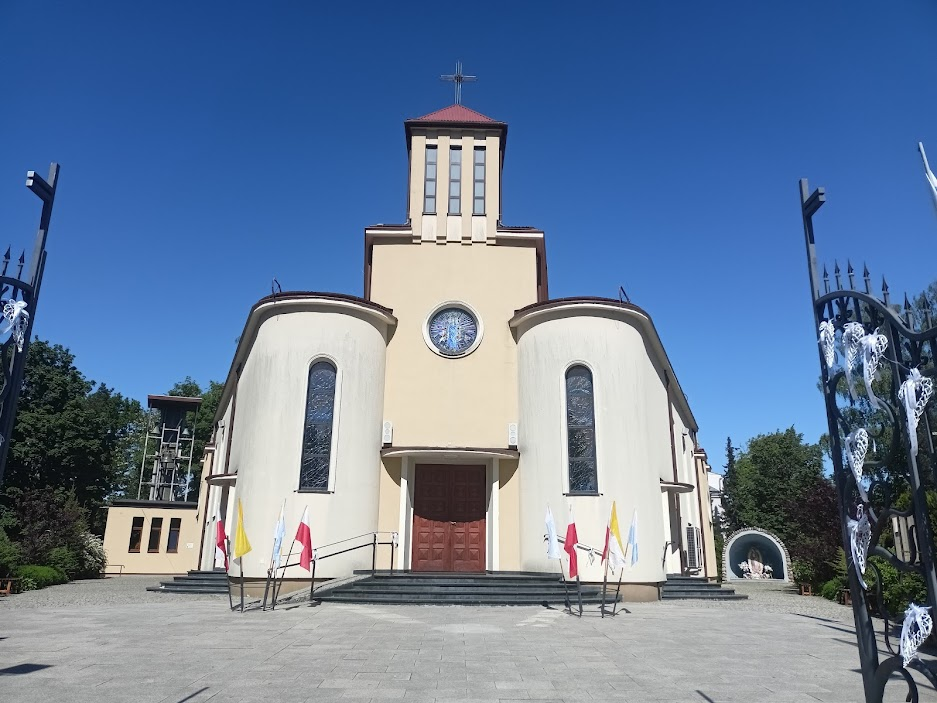
Kościół Przemienienia Pańskiego w Sulejówku

W mieście znajduje się kilka kościołów i kaplic: sanktuarium NMP Matki Kościoła, kościół księży marianów pw. św. Józefa, kaplica sióstr Służebnic Ducha św. i sióstr Wspomożycielek Dusz Czyśćcowych oraz kościół parafialny pw. Przemienienia Pańskiego (w Sulejówku-Miłośnie).
- Kościół Rzymskokatolicki
  - Parafia Najświętszej Maryi Panny Matki Kościoła w Sulejówku
    - Cmentarz parafii Najświętszej Maryi Panny Matki Kościoła w Sulejówku w Warszawie-Wesołej

  - Parafia Przemienienia Pańskiego w Sulejówku
- Kościół Starokatolicki Mariawitów
  - Parafia Matki Boskiej Nieustającej Pomocy w Warszawie
  - Parafia Narodzenia Najświętszej Maryi Panny w Mińsku Mazowieckim
- Kościół Katolicki Mariawitów
  - Parafia Przenajświętszego Sakramentu w Długiej Kościelnej (wierni z Sulejówka odprawiają adorację ubłagania 18. dnia każdego miesiąca)[22]
- Świadkowie Jehowy
  - zbór Sulejówek, Sala Królestwa (korzystają z niej zbory: Sulejówek i Warszawa–Wesoła)[23].

## Sport

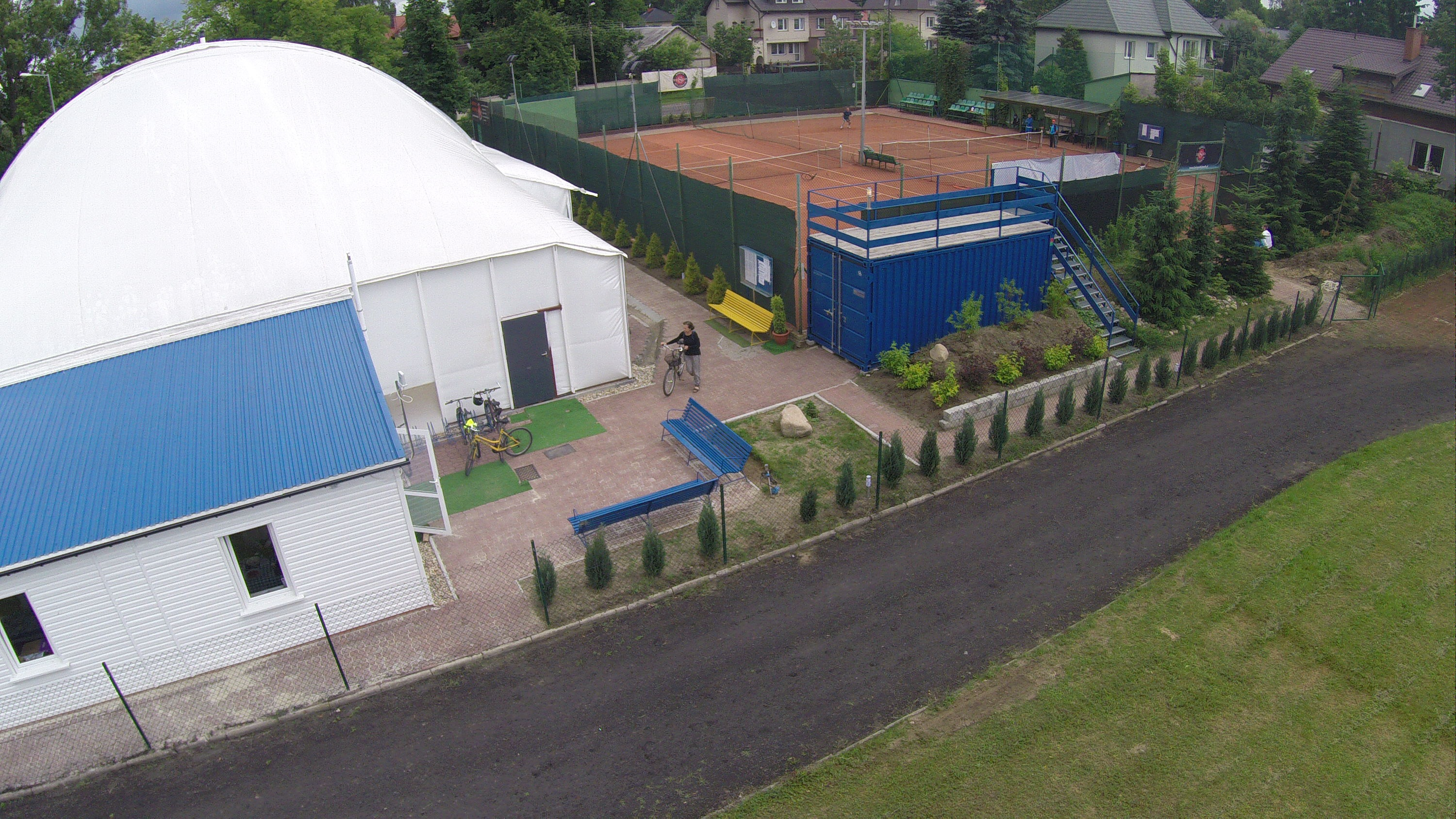
Korty Tenisowe Topspin Sulejówek

W mieście działa Miejski Ludowy Klub Sportowy Victoria Sulejówek, założony w 1957 roku i mający siedzibę przy ulicy Krasińskiego 6, oraz od 1994 roku UKS Herkules, prowadzący trzy sekcje: lekkiej atletyki, siatkówki i koszykówki. W 2012 roku, po generalnym remoncie obiektu przy ulicy Paderewskiego 29, otwarte zostały Korty Tenisowe Topspin Sulejówek.
Od 2005 roku dostępna jest strzelnica kryta Parabellum, położona przy ulicy Armii Krajowej 77.